# City Burials
City Burials (с англ. — «Городские захоронения») — одиннадцатый студийный альбом шведской метал-группы Katatonia, выпущенный 24 апреля 2020 года на лейбле Peaceville Records. Альбом продолжает движение группы в сторону прогрессивного рока, начатого на предыдущих релизах, однако в нём присутствуют влияния метал-музыки, характерной для раннего творчества коллектива. Для продвижения альбома были выпущены три сингла: «Lacquer», «Behind the Blood» и «The Winter of Our Passing».

## Предыстория
Альбом является их первым за четыре года с момента выхода The Fall of Hearts в 2016 году, после годичного перерыва в 2018 году. Группа ссылалась на то, что гитарист Роджер Ойерссон был госпитализирован из-за серьёзной травмы спины в конце 2017 года, а также на ряд других нераскрытых проблем, из-за которых группе нужно было взять перерыв и «переоценить, что её ждёт в будущем». В феврале 2019 года группа объявила о своем возвращении, а год спустя они анонсировали City Burials и выпустили свой первый сингл «Lacquer».
Говоря о перерыве, вокалист Юнас Ренксе объяснил в интервью сайту Loudwire: «Мы чувствовали, что нам нужно перезарядиться и объективно посмотреть на группу. В основном мы много гастролировали с предыдущими альбомами, и к нескольким последним концертам, я думаю, мы все чувствовали, что нам изрядно надоело быть вдали от дома на такое долгое время. На это [перерыв] было много разных причин, но в конце концов, крайне полезно сделать несколько шагов назад, чтобы оценить, что вы хотите делать дальше, и иметь при этом некоторое свободное время».

## Продвижение и релиз
Альбом был выпущен 24 апреля 2020 года. Дата выпуска была объявлена вместе с выпуском первого сингла «Lacquer» 30 января. Были выпущены ещё два сингла, а также видеоклипы на треки «Behind the Blood» (19 марта) и «The Winter of Our Passing» (22 апреля). Музыкальное видео на последний сингл было поставлено Костином Чирояну.

## Отзывы критиков
| Совокупная оценка             | Совокупная оценка |
| Источник                      | Оценка            |
| ----------------------------- | ----------------- |
| Metacritic                    | 79/100            |
| Оценки критиков               |                   |
| Источник                      | Оценка            |
| AllMusic                      | [ 3 ]             |
| Blabbermouth                  | 8/10              |
| Brave Words & Bloody Knuckles | 9/10              |
| Exclaim!                      | 9/10              |
| Kerrang!                      | 3/5               |
| Metal Injection               | 9/10              |
| Metal Hammer (GER)            | 6.5/7             |
| Metal Hammer (UK)             | [ 19 ]            |
| Sputnikmusic                  | 4/5               |
| Ultimate Guitar               | 9/10              |

Альбом получил положительные отзывы от музыкальных критиков; средневзвешенная оценка на сайте Metacritic составляет 79 баллов из 100.
Том Юрек в своей рецензии для сайта AllMusic поставил альбому 4.5 балла из 5 и высоко оценил меланхоличную атмосферу City Burials, на которую, по его мнению, оказала влияние пандемия COVID-19, во время которой создавалась пластинка. Крис Чантлер из британского Metal Hammer назвал City Burials лучшим альбомом, который выдала Katatonia за последние 20 лет; Джей Х. Горания из Blabbermouth высказывает схожее мнение, заявив, что пластинка демонстрирует группу в их лучшей форме за всю карьеру, а Макс Морин из Exclaim! назвал данную работу одним из лучших альбомов в дискографии коллектива.

### Признание
| Издание              | Список                                   | Позиция | Ссылка |
| -------------------- | ---------------------------------------- | ------- | ------ |
| Consequence of Sound | Топ-30 Метал/Хард-рок-альбомов 2020 года | 22      | [ 22 ] |
| Laut.de              | 25 лучших метал-альбомов года            | 12      | [ 23 ] |
| Louder Sound         | Топ-50 лучших альбомов 2020 года         | 40      | [ 24 ] |
| Loudwire             | Топ-70 Рок/Метал-альбомов 2020 года      | -       | [ 25 ] |
| Metal Hammer         | 50 лучших метал-альбомов 2020 года       | 35      | [ 26 ] |

## Список композиций
Слова и музыка всех песен — Юнас Ренксе.
| №                   | Название                    | Длительность |
| ------------------- | --------------------------- | ------------ |
| 1.                  | «Heart Set to Divide»       | 5:29         |
| 2.                  | «Behind the Blood»          | 4:37         |
| 3.                  | «Lacquer»                   | 4:42         |
| 4.                  | «Rein»                      | 4:20         |
| 5.                  | «The Winter of Our Passing» | 3:18         |
| 6.                  | «Vanishers»                 | 4:56         |
| 7.                  | «City Glaciers»             | 5:30         |
| 8.                  | «Flicker»                   | 4:45         |
| 9.                  | «Lachesis»                  | 1:54         |
| 10.                 | «Neon Epitaph»              | 4:32         |
| 11.                 | «Untrodden»                 | 4:29         |
| Общая длительность: | Общая длительность:         | 48:32        |

| №                   | Название                             | Длительность |
| ------------------- | ------------------------------------ | ------------ |
| 12.                 | «Fighters» (кавер на Enter the Hunt) | 3:37         |
| Общая длительность: | Общая длительность:                  | 52:12        |

| №                   | Название                             | Длительность |
| ------------------- | ------------------------------------ | ------------ |
| 12.                 | «Closing of the Sky»                 | 5:26         |
| 13.                 | «Fighters» (кавер на Enter the Hunt) | 3:37         |
| Общая длительность: | Общая длительность:                  | 57:31        |

## Участники записи
Katatonia
- Юнас Ренксе — вокал, продюсирование
- Андерс Нюстрём — гитара, продюсирование
- Роджер Оджерсон — гитара
- Никлас Сандин — бас-гитара
- Даниел Молайнен — ударные

Приглашённые музыканты
- Андерс Эрикссон — дополнительные клавишные, программирование
- Йоаким Карлссон — дополнительное программирование ударных (трек 3)
- Анни Бернхард — дополнительный вокал (трек 6)

Производственный персонал
- Якоб Хансен — сведение, мастеринг
- Даниэль Лиден — звукоинженер
- Beech — обложка

## Чарты
| Чарт (2020)                         | Высшая позиция |
| ----------------------------------- | -------------- |
| Австрия (Ö3 Austria)                | 10             |
| Нидерланды (Album Top 100)          | 41             |
| Финляндия (Suomen virallinen lista) | 5              |
| Германия (Offizielle Top 100)       | 6              |
| Венгрия (MAHASZ)                    | 8              |
| Польша (ZPAV)                       | 3              |
| Португалия (AFP)                    | 3              |
| Швейцария (Schweizer Hitparade)     | 12             |